# مراحل (فیلم)
مراحل (به انگلیسی: The Steps) فیلمی محصول سال ۲۰۱۵ و به کارگردانی اندرو کوری است. در این فیلم بازیگرانی همچون امانوئل شریکی، جیمز برولین، جیسون ریتر، کریستین لاتی و رینبو سان فرنکس ایفای نقش کرده‌اند.